# Micropterix herminiella
Micropterix herminiella és una espècie d'arna de la família Micropterigidae. Va ser descrita per Corley, l'any 2007.
És una espècie endèmica del nord de Portugal.